# Dziga Vertov
Dziga Vertov pravim imenom Denis Abramovič Kaufman (2. siječnja 1896. – 12. veljače 1954.) bio je sovjetski filmski redatelj, scenarist i snimatelj.
Kritičari britanskog magazina Sight&Sound u anketi provedenoj 2012. proglasili su njegov film Čovjek s filmskom kamerom iz 1929. – 8. najboljim filmom svih vremena.

## Filmografija
- 1919. - Kino - Pravda
- 1919. - Godišnjica revolucije
- 1920. - Bitka kod Caričina
- 1922. - Historija Građanskog rata
- 1922. - Eserski proces
- 1924. - Sovjetske igračke
- 1924. - Kino oko
- 1925. - Kinopravda
- 1926. - Jedna šestina svijeta
- 1926. - Iskorak, Sovjeta!
- 1928. - Jedanajesti
- 1929. - Čovjek s filmskom kamerom
- 1930. - Entuzijazam (Simfonija Donbasa)
- 1934. - Tri pjesme o Lenjinu
- 1937. - U počest Sergeju Орджоникидзе
- 1937. - Колыбельная
- 1938. - Tri heroine
- 1942. - Kazahstan, za front!
- 1944. - U gorama Altaja
- 1954. - Novosti dana